# Rionegro (Santander)
Rionegro – miasto w Kolumbii, w departamencie Santander.